# 10929 Chenfangyun
10929 Chenfangyun (1998 CF1) là một tiểu hành tinh vành đai chính được phát hiện ngày 1 tháng 2 năm 1998 bởi Chương trình tiểu hành tinh Bắc Kinh Schmidt CCD ở Xinglong. Tiểu hành tinh đã được đặt tên cho Fangyun Chen, nhà nghiên cứu điện tử vô tuyến.